# Grande Prêmio do Brasil de 1977
Resultados do Grande Prêmio do Brasil de Fórmula 1 realizado em Interlagos à 23 de janeiro de 1977. Foi a segunda etapa da temporada e teve como vencedor o argentino Carlos Reutemann.

## Resumo
Última corrida de Ingo Hoffmann na F1. Ele passaria a competir o Campeonato Brasileiro de Stock Car desde o seu inicio em 1979 no qual foi campeão por doze vezes.

## Classificação da prova
| Pos. | Nº | Piloto             | Construtor         | Voltas | Tempo/Diferença  | Grid | Pontos |
| ---- | -- | ------------------ | ------------------ | ------ | ---------------- | ---- | ------ |
| 1    | 12 | Carlos Reutemann   | Ferrari            | 40     | 1:45:07.72       | 2    | 9      |
| 2    | 1  | James Hunt         | McLaren-Ford       | 40     | + 10.71          | 1    | 6      |
| 3    | 11 | Niki Lauda         | Ferrari            | 40     | + 1:47.51        | 13   | 4      |
| 4    | 28 | Emerson Fittipaldi | Fittipaldi-Ford    | 39     | + 1 volta        | 16   | 3      |
| 5    | 6  | Gunnar Nilsson     | Lotus-Ford         | 39     | + 1 volta        | 10   | 2      |
| 6    | 17 | Renzo Zorzi        | Shadow-Ford        | 39     | + 1 volta        | 18   | 1      |
| 7    | 29 | Ingo Hoffmann      | Fittipaldi-Ford    | 38     | + 2 voltas       | 19   |        |
| Ret  | 8  | José Carlos Pace   | Brabham-Alfa Romeo | 33     | Acidente         | 12   |        |
| Ret  | 16 | Tom Pryce          | Shadow-Ford        | 33     | Motor            | 5    |        |
| Ret  | 18 | Hans Binder        | Surtees-Ford       | 32     | Suspensão        | 20   |        |
| Ret  | 7  | John Watson        | Brabham-Alfa Romeo | 30     | Acidente         | 7    |        |
| Ret  | 26 | Jacques Laffite    | Ligier-Matra       | 26     | Acidente         | 14   |        |
| Ret  | 4  | Patrick Depailler  | Tyrrell-Ford       | 23     | Acidente         | 6    |        |
| Ret  | 5  | Mario Andretti     | Lotus-Ford         | 19     | Ignição          | 3    |        |
| Ret  | 9  | Alex Dias Ribeiro  | March-Ford         | 16     | Motor            | 21   |        |
| Ret  | 2  | Jochen Mass        | McLaren-Ford       | 12     | Acidente         | 4    |        |
| Ret  | 3  | Ronnie Peterson    | Tyrrell-Ford       | 12     | Acidente         | 8    |        |
| Ret  | 22 | Clay Regazzoni     | Ensign-Ford        | 12     | Acidente         | 9    |        |
| Ret  | 19 | Vittorio Brambilla | Surtees-Ford       | 11     | Acidente         | 11   |        |
| Ret  | 20 | Jody Scheckter     | Wolf-Ford          | 11     | Motor            | 15   |        |
| Ret  | 10 | Ian Scheckter      | March-Ford         | 1      | Transmissão      | 17   |        |
| Ret  | 14 | Larry Perkins      | BRM                | 1      | Superaquecimento | 22   |        |

## Tabela do campeonato após a corrida
| Pos. | Piloto             | Pontos |
| ---- | ------------------ | ------ |
| 1    | Carlos Reutemann   | 13     |
| 2    | Jody Scheckter     | 9      |
| 3    | José Carlos Pace   | 6      |
| 4    | James Hunt         | 6      |
| 5    | Emerson Fittipaldi | 6      |

| Pos. | Construtor         | Pontos |
| ---- | ------------------ | ------ |
| 1    | Ferrari            | 13     |
| 2    | Wolf-Ford          | 9      |
| 3    | Brabham-Alfa Romeo | 6      |
| 4    | McLaren-Ford       | 6      |
| 5    | Fittipaldi-Ford    | 6      |

- Nota: Somente as primeiras cinco posições estão listadas. As dezessete etapas de 1977 foram divididas em um bloco de nove e outro de oito corridas onde cada piloto descartava um resultado por bloco e no mundial de construtores computava-se apenas o melhor resultado de cada equipe por prova.